# Phthonosema tendinosarius
Phthonosema tendinosarius là một loài bướm đêm trong họ Geometridae.